# Calodexia bequaerti
Calodexia bequaerti är en tvåvingeart som beskrevs av Charles Howard Curran 1934. Calodexia bequaerti ingår i släktet Calodexia och familjen parasitflugor.
Artens utbredningsområde är Guatemala. Inga underarter finns listade.